# کریستین لاما
کریستین لاما (انگلیسی: Cristian Llama؛ زادهٔ ۲۶ ژوئن ۱۹۸۶) بازیکن فوتبال اهل آرژانتین است.
از باشگاه‌هایی که در آن بازی کرده‌است می‌توان به باشگاه فوتبال فیورنتینا، باشگاه فوتبال نیولز اولد بویز، باشگاه فوتبال آرسنال ساراندی، و باشگاه فوتبال کاتانیا اشاره کرد.